# Lia Rosen
Lia Rosen (hebräisch ליה רוזן; später auch Liane Rosen; geboren um 1890 in der Bukowina, Österreich-Ungarn; gestorben 1972 in Tel Aviv, Israel) war eine bekannte deutschsprachige Schauspielerin in Wien, Berlin und weiteren Städten.

## Leben

### Herkunft
Über ihre Herkunft gibt es nur wenige verlässliche Informationen. Sie stammte aus einer Romafamilie in der Bukowina, wahrscheinlich aus Brăila oder Umgebung. Später wurde sie meist für eine Jüdin gehalten. Ihre ersten Vor- und Familiennamen sind unsicher, ebenso ihr Geburtsjahr (angeblich 1893 ist etwa drei Jahre zu spät). Der Vater hieß Rafael. Sie erlebte wahrscheinlich schwere traumatische Ereignisse in ihrer frühen Kindheit.

### Theater in Wien und Berlin
Um 1897 erschien ein ärmlicher Mann, der sich als jüdischer Hausierer bezeichnete, mit einem etwa acht Jahre alten Mädchen, das er Lia Rosenstock nannte, bei einem Theaterkritiker in Wien. Er bat, dass das Kind für eine Schauspielerinnenlaufbahn gefördert werde, da sie sehr begabt sei. Sie trug einige Verse aus dem Drama Die versunkene Glocke von Gerhart Hauptmann auf.
Sie wurde Mitglied des Kinderchores des Hof-Burgtheaters, der erste Auftritt in einer Kinderrolle ist von 1904 bekannt.
Seit dieser Zeit erhielt Lia Rosen eine zweijährige Schauspielausbildung am Konservatorium bei Alexander Römpler. Sie hatte auch Auftritte im Jantschtheater.
1906 wurde Lia Rosen an das Neue Theater in Berlin als Volontärin durch Max Reinhardt engagiert. Sie spielte auch im Kleinen Theater und erhielt später einen Vertrag für das geplante neue Hebbel-Theater (wahrscheinlich aber ohne tatsächliche Auftritte).
Etwa seit September 1907 spielte Lia Rosen wieder am Hofburgtheater. Dort setzte sie ihre erfolgreiche Wiener Karriere fort und galt bald als eines der besten Mitglieder dieses Ensembles. Besonders ihre intensive Sprechweise hinterließ beim Publikum einen enormen Eindruck.
1910 holte sie Max Reinhardt wieder nach Berlin, diesmal an das renommierte Deutsche Theater. Dort hatte sie aber keinen großen Erfolg.
1911 kehrte sie deshalb nach Wien zurück. Ab 1912 war Lia Rosen wieder am Deutschen Theater in Berlin.
1913 erhielt sie eine Hauptrolle in dem Stummfilm Der Shylock von Krakau. Im Sommer 1914 wurde ihr Vertrag am Deutschen Theater durch Max Reinhardt nicht mehr verlängert.

### Weitere Tätigkeiten

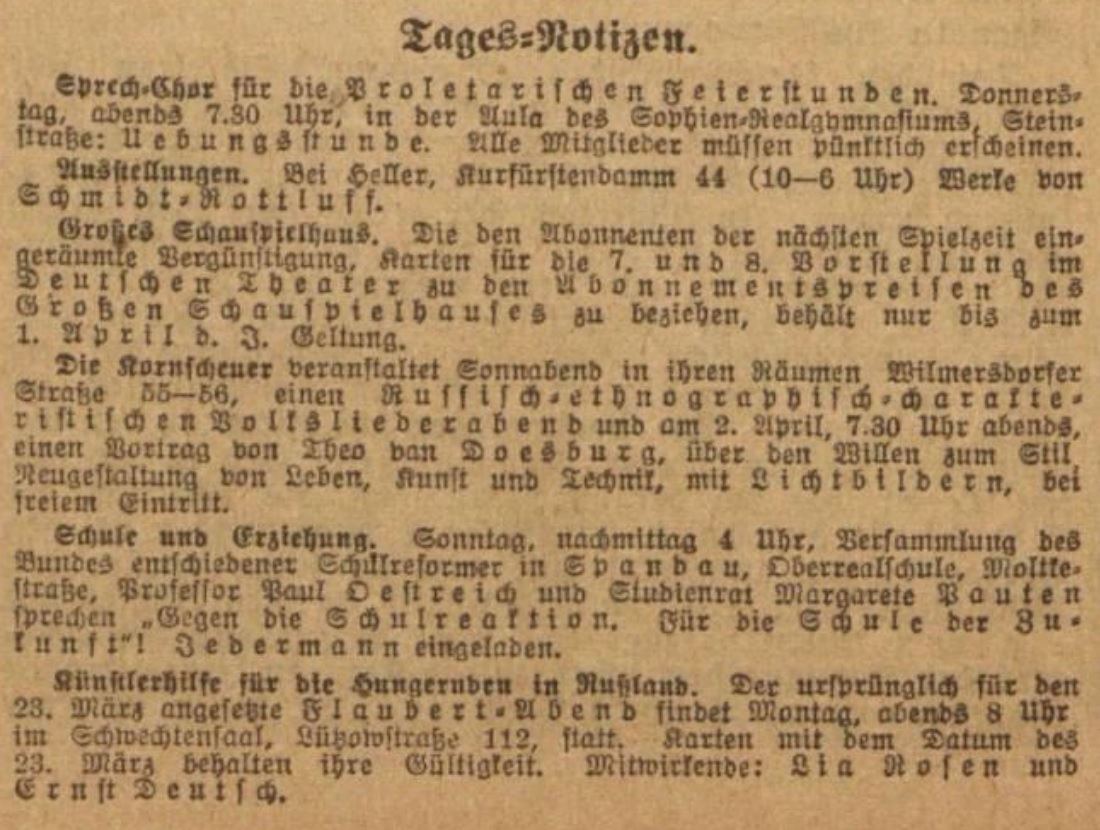
Flaubert-Abend in Berlin 1922

Dieses bedeutete einen deutlichen Bruch in ihrem Leben.
Lia Rosen lebte danach noch einige Zeit in Wilmersdorf bei Berlin. Den Winter 1914/15 verbrachte sie zumindest zeitweise in München. Danach zog sie nach Wien zurück. Dort berichtete sie unter anderem als Gast in einem Mädchenlyzeum über das Theater, wodurch die junge Helene Weigel zu ihrer Theaterlaufbahn inspiriert wurde. Sie hatte dort auch eine Liebesbeziehung zu dem Psychoanalytiker Victor Tausk.
In dieser Zeit hatte Lia Rosen auch Gastauftritte in verschiedenen Städten.
Ab Ende 1916 war sie als Liane Rosen am Stadttheater in Zwickau angestellt. 1917 kehrte sie nach Wien zurück. 1919 nahm sie ein kurzzeitiges Engagement in Aachen an und lebte danach wieder ohne feste Anstellung.
1921 reiste sie als Leah Rosen nach New York, wo sie im Yiddish Art Theatre ihres früheren Filmpartners Maurice Schwartz in einem Stück mitspielte.
Danach kehrte sie nach Berlin zurück, wo sie sich im Umfeld der Unabhängigen Sozialdemokratischen Partei (USPD) engagierte. 1922 spielte sie als Liane Rosen in drei Unterhaltungs-Stummfilmen der Max Landa Film AG um den linken Autor Hans von Wolzogen mit. Sie unterzog sich in der folgenden Zeit auch einer Psychoanalyse bei Felix Deutsch (nach 1922).
Ab Herbst 1924 war sie erneut im Yiddish Art Theatre in New York, diesmal für längere Zeit.
1925 heiratete sie dort Max Mordechai Schwartz, einen osteuropäischen Juden, der nach Palästina ausgewandert war und sich kurzzeitig in New York aufhielt.
Seit 1926 hatte Lia Rosen eine Anstellung am neu gebildeten Ostpreußischen Landestheater in Königsberg. Sie war auch Sprecherin beim Rundfunksender Königs Wusterhausen.

### Leben in Tel Aviv
1928 siedelte Lia Rosen mit ihrem Mann nach Tel Aviv um. Dort sammelten sie einen großen Bekanntenkreis um sich. Sie gab Schauspielunterricht und Lesungen. Sie spielte aber nicht mehr im Theater, da ihr die hebräische Sprache Mühe bereitete. In den 1930er Jahren wurde die Ehe möglicherweise geschieden.
1950 war sie Mitbegründerin der Immigrants Association of Bukovina.
Lia Rosen starb im September 1972 in Tel Aviv und wurde auf dem dortigen Trumpeldor-Friedhof bestattet.

## Wirkung

### Allgemeines
Die Theaterkritiker Alfred Kerr, Felix Stössinger, Walter Tschuppik, die Schriftsteller Felix Salten, Erich Mühsam, Else Feldmann und viele andere waren sehr beeindruckt von ihrem Auftreten, die Publizisten Alfred Polgar und Karl Kraus waren kritischer. Der Dichter Rainer Maria Rilke führte einen Briefwechsel mit ihr und bat sie mehrmals um Begegnungen. Die Dichterin Else Lasker-Schüler fragte freundlich, ob sie bereit wäre, eine Rolle in einem neuen Theaterstück zu spielen ...
Lia Rosen zählte in ihren jungen Jahren um 1907/11 zu den begabtesten Schauspielerinnen in Wien. Sie hinterließ bei vielen Zuschauern einen tiefen Eindruck, vor allem mit ihrer eindringlichen Form der Textrezitation. In den folgenden Jahren verblassten diese langsam, da sie sich stärker an die Normen des Theaterlebens angepasst hatte und ihren jugendlichen Elan etwas verloren hatte. Bei einigen blieben die Erinnerung an diese frühen Jahre aber lange bestehen. Bei der Lesung von literarischen Texten konnte Lia Rosen auch in späteren Jahren noch viel Bewunderung auslösen.
Sie wurde besonders unterstützt von Alexander Römpler, der ihr ersten Schauspielunterricht gab und das Schulgeld dafür bezahlte, von Paul Schlenther, der ihr am Hof-Burgtheater passende Rollen gab, von Felix Salten, der sie in Wien förderte und ihr eine Rolle in seinem Film Der Shylock von Krakau verschaffte, sowie von Maurice Schwartz, der sie in einer schwierigen Zeit an sein Theater nach New York holte, wo sie auch ihren Ehemann kennenlernte.
In New York und Israel galt Lia Rosen später als eine Künstlerin, die in dem berühmten Reinhardt-Theater in Berlin und im Wiener Burgtheater neben den bekanntesten Schauspielern ihrer Zeit gespielt hatte.

### Zitate

#### Alfred Kerr
Der wichtigste Berliner Theaterkritiker Alfred Kerr schrieb 1907 über sie:
"Traumsprecherin

Sie hat den Leib eines Kindes. (…) Und die Erschütterungsmacht eines Propheten.  (…)
Sie ist da und spricht … und auf den Schlag tritt die Suggestion ein.  (…) Das ist ein ganz merkwürdiges Geschehnis.  (…) Es strömt Kälte von ihr; und inmitten dieser Kälte wird der Zuhörer wie aufgepeitscht; und man zittert. Das, was da spricht, ist ein Überbleibsel von vor dreitausend Jahren. Es schlief und verscholl und verlor sich … und erwacht noch einmal in dem Körperchen dieses unbekannten Mädels.  (…) Hier aus der Kleinen hallt, spät, der verirrte Schrei von damals.  (…)
»Jesus der Künstler« von Dehmel und einiges aus der »Elektra« wird man, wie sie es gab, nicht aus dem Erinnern verlieren. So oft ich diese Verse Dehmels hören werde: so oft muß ich, das ist gewiß, dieser Sprecherin gedenken. 

#### Arthur Schnitzler
Zum damals schon bekannten Wiener Schriftsteller Arthur Schnitzler wurde sie 1907 an einem Abend in seine Wohnung mitgebracht.
„(…) Sie sieht aus wie ein zwerghaftes, überdies mißhandeltes Judenmädel aus Kischinew. Sie schwieg beinahe ununterbrochen und drückte die ohnedies schlechte Stimmung des Abends.“

#### Else Lasker Schüler
Die bekannte Dichterin Else Lasker-Schüler bat sie 1909/10, ob sie bereit wäre, in ihrem neuen Stück Die Wupper eine Rolle zu spielen. Die Uraufführung fand aber erst 1919 statt, wahrscheinlich ohne Lia Rosen.
„Liebe Prinzessin Lia Rosen.  (…) Ich hörte Sie kämen in unsere Stadt, ich freue mich! Und ich bin Else Lasker-Schüler und schenke der Prinzessin mein Peter Hille Buch, es ist nur für Prinzen und Prinzessinnen geschrieben. Ich glaube es sieht schön aus wenn Sie es auf den Schoß legen und daraus lesen. Und wenn Sie dann zu meiner Kunst Glauben fassen, so möchte ich Ihnen ein Schauspiel von mir senden, das Österheld vor kürzester Zeit verlegt hat, vielleicht sprechen Sie ein Wort für mich — das kleine mondsüchtige Lieschen müßten Sie spielen, oder wollen Sie nicht? Sie würden mich gewiß selig machen in jeder Beziehung.Viele schöne Sterne sendet Ihnen Else Lasker-Schüler“

#### Rainer Maria Rilke
Rainer Maria Rilke hatte ein vertrautes Verhältnis zu Lia Rosen. Er schrieb ihr ein romantisches Widmungsgedicht 1907 und widmete ihr ein weiteres im selben Jahr. Es sind etwa sieben Briefe von ihm und einer von ihr zwischen 1913 und 1916 erhalten.
„Liebe Lia Rosen Wir sehen uns gar nie; das kommt daher, dass ich immer, nach meinem Amtstag, ohne alle Energie und Expansion bleibe  (…) Immerhin wollen Sie einmal, nachsichtig, dabeisitzen  (…) oder ist’s Ihnen lieber, dass ich wieder zu Ihnen komme? Auch das geht. Welchen Tag?“

## Rollen (Auswahl)

### Theater
Lia Rosen spielte meist Rollen von jungen Frauen, manchmal aber auch Jungenrollen oder einen Vogel, meist in Stücken zeitgenössischer Dramatiker.
Ihre wichtigste Hauptrolle war in Hanneles Himmelfahrt von Gerhart Hauptmann, weitere waren in Der blaue Vogel, in der Jüdin von Toledo und in der Jungfrau von Orléans.

#### Frühe Rollen
Lia Rosen spielte Kinderrollen im Burgtheater Wien spätestens seit 1904.
Im Jantschtheater hatte sie ihren ersten größeren Bühnenerfolg.
- 1905 (oder früher) Jantschtheater Zwanzigtausend Meilen unter dem Meer nach Jules Verne, als Prinz Robert, populäres Bühnenstück, das häufig gespielt wurde[32]

In Berlin spielte sie 1906/07 im Neuen Theater und im Kleinen Theater Nebenrollen
- 1907 Kleines Theater Die Stimme der Unmündigen von Sven Lange, als kleiner Buckliger[33]

#### Hof-Burgtheater Wien
1907 erhielt Lia Rosen die ersten größeren Rollen am Hofburgtheater, zunächst als Gast
- vor 1. Oktober 1907 Der arme Heinrich von Gerhart Hauptmann, als Ottegebe[35]
- vor 1. Oktober 1907 Hanneles Himmelfahrt von Gerhart Hauptmann, Hauptrolle als Hannele[36]
- vor 1. Oktober 1907 Die Wildente von Henrik Ibsen, als Hedwig
- 2. Oktober 1907 Rosen von Hermann Sudermann, als Daisy[37]

- Februar 1908 Karrnerleut von Karl Schönherr, Uraufführung, Hauptrolle[38]
- um 1907/11 Die versunkene Glocke von Gerhart Hauptmann[39]
- (unsicher) 1909 Die Jüdin von Toledo von Franz Grillparzer, Nebenrolle[40]

#### Deutsches Theater Berlin
Am Deutschen Theater erhielt sie einige wichtige Rollen unter der Regie von Max Reinhardt
- 13. Oktober–24. November 1911 Oresteia von Aischylos, als Cassandra
- um 10. November 1911 Lanvâl von Eduard Stucken, als Finngula[41][42]
- 23. Dezember 1912 Der blaue Vogel von Maurice Maeterlinck, Hauptrolle als Tyltyl[43]
- 1911/13 Und Pippa tanzt von Gerhart Hauptmann
- Herbst 1913 Die Jungfrau von Orléans von Friedrich Schiller, Hauptrolle als Jeanne d’Arc, 1914 besuchte Rilke eine Vorstellung[44]

#### Gastspiele
Lia Rosen spielte in der Berliner Zeit auch als Gast an anderen Theatern
- März 1912 Volkshaus Charlottenburg Rosinenstraße 4 Die Jüdin von Toledo von Franz Grillparzer, Hauptrolle als Rahel, veranstaltet vom Arbeiter-Theater-Verein der SPD[45]
- 31. Mai 1913 Jahrhunderthalle Breslau Festspiel in deutschen Reimen von Gerhart Hauptmann, Nebenrolle als kleiner Korse (nicht Napoleon), Gastspiel des Deutschen Theaters mit etwa 2.000 Darstellern, wurde vorzeitig abgesetzt[46]

In den folgenden Jahren trat sie selten als Gast in einzelnen Produktionen auf, hatte aber feste Anstellungen in Zwickau (1916/17) und Aachen (1919).
- 2. Februar 1915 Kammerspiele München, Hanneles Himmelfahrt von Gerhart Hauptmann, Hauptrolle[48]
- 12.–24. Februar 1916 Volksbühne Wien, Der Schrei, den niemand hört. Schauspiel aus dem Ghetto in vier Akten von Else Feldmann, eine Hauptrolle¡, Uraufführung des ersten Bühnenstückes der jungen Autorin[49]
- 5. November 1916 Landestheater Prag Hanneles Himmelfahrt von Gerhart Hauptmann, Hauptrolle als Hannele, eintägige Gastrolle, war bereits einige Tage zuvor ausverkauft[50]
- um 28. Februar 1919 Landestheater Prag, Die versunkene Glocke von Gerhart Hauptmann, Hauptrolle[51]

#### Yiddish Art Theatre New York
Seit 1921 spielte Leah Rosen im Yiddish Art Theatre in New York bei ihrem früheren Filmpartner Maurice Schwartz in einigen Stücken mit. In den anderen Aufführungen wurde sie nicht erwähnt und war offenbar oft nicht beteiligt.
- Oktober–November 1921 The Dybbuk von S. Ansky
- 24. November 1924, Sheydim vaysn vos (The Ghost Knows What)
- 24. Dezember 1924, Der Krayd Tsirkl (Der Kreidekreis) von Klabund[53]
- Januar 1925 The Dybbuk von Ansky

### Lesungen
Lia Rosen erreichte bei Lesungen von Gedichten und anderen literarischen Texten eine besondere Wirkung. Sie sang meist auch einige Texte.
- März 1907 Berlin Galerie Wilhelmstraße, Gedichte von Richard Dehmel, aus dem Drama Elektra von Hugo von Hofmannsthal, und weiteres[55][56]
- 20. Januar 1909 Prag, Texte junger Autoren wie Franz Werfel, Hugo von Hofmannsthal, Richard Beer-Hofmann (Wiegenlied für Mirjam); als Rahmenprogramm vor der ersten berühmten Rede von Martin Buber in Prag zum Judentum[57][58]
- 24. November 1913 Zürich, Dichtertexte[59]
- 15. Dezember 1914 München Kammerspiele, Weihnachtsfeier, Bibeltexte (Simson, Psalm 90, Lukas Weihnachtsgeschichte)[60]
- 29. Oktober 1916 Prag, Mozarteum, Texte von Goethe, Bibel, [Fráňa] Šrámek, [Karel Jaromír] Erben, Werfel, Rückert, Herder[61]
- Mitte Februar 1917 Karlsbad, Veranstaltung des Roten Kreuzes, sehr distanzierte Reaktion des Publikums[62]
- 8. Februar 1919 Wien, Konzerthaus, Mozart-Saal, Texte von Tolstoi, Rilke, Hauptmann, Bezruč, Werfel, Émile Verhaeren, Whitman, Leonhard Frank[63]
- 3. April 1922 Berlin, Lützowstr. 122, Schwechtensaal, Flaubert-Abend der Künstlerhilfe für die Hungernden in Rußland, mit Ernst Deutsch (siehe Bild oben)[64]
- 1924 New York, mehrere Lesungen mit Bibeltexten für ein jüdisches Publikum[65]

### Film
Es sind fünf Stummfilme mit ihr bekannt, darunter eine Hauptrolle im Shylock von Krakau 1913. 1922 nannte sie sich Liane Rosen.
- 1913 Der Shylock von Krakau, mit Maurice Schwartz, Regie Carl Wilhelm, Drehbuch Felix Salten, weibliche Hauptrolle
- 1922 Infamie, Regie Emil Waldmann, Demos-Film AG, Berlin
- 1922 Die Stunde um Mitternacht, Regie Hans von Wolzogen
- 1922 Die schwarze Schachdame, Regie Heinz Herald
- 1922 Der politische Teppich, Regie Hans von Wolzogen, Heinz Herald

## Dokumente
Von Lia Rosen
Von Lia Rosen sind einige handschriftliche Briefe erhalten. Es ist bisher nur ein einziger Zeitschriftenartikel von ihr bekannt, über das Burgtheater in hebräischer Sprache 1968. Lebenserinnerungen gibt es nicht.
Dokumente über Lia Rosen
Über Lia Rosen und ihre Auftritte wurden zahlreiche Artikel in zeitgenössischen Theater- und Kulturzeitschriften wie Die Schaubühne, Der Merker, Bühne und Welt, usw. geschrieben. Außerdem gab es Rezensionen nach Premierenvorstellungen in liberalen Tageszeitungen wie Neue Freie Presse Wien, Berliner Tagblatt, sowie in anderen Städten, meist positiv. Es gibt dazu Rollenfotos von einzelnen Theaterstücken, vor allem in Wien und Berlin, vereinzelt auch in illustrierten Zeitschriften.
Eine ausführlichere Biographie über sie gibt es bisher nicht.
Dokumente in Archiven
Ein Teil des persönlichen Nachlasses von Lia Rosen befindet sich in der National Library of Israel in Jerusalem, weitere Dokumente gibt es in der Deutschen Staatsbibliothek in Berlin, in der Deutschen Nationalbibliothek (Exilarchiv 1933–1945), in der Österreichischen Nationalbibliothek, im Theatermuseum Wien, im Stadtarchiv Mainz, sowie in weiteren Archiven.